# Anna Waser
Anna Waser (Zurique, 16 de outubro de 1678 – Zurique, 20 de setembro de 1714) foi uma pintora suíça.